# Hunted (film)
Pour les articles homonymes, voir Hunted.
 (novembre 2020).
Pour plus de détails, voir Fiche technique et Distribution.
Hunted est un film franco-belgo-irlandais réalisé par Vincent Paronnaud et sorti en 2020.
Le film est présenté dans divers festivals comme L'Étrange Festival 2020 ou le festival international du film de Catalogne 2020.

## Synopsis
Della Meyers, une mère au foyer, vit dans une banlieue chic américaine avec ses deux enfants et son mari violent. Tout bascule le soir de Noël quand se rend dans un hypermarché pour faire ses dernières courses. Agressée par un gang de jeunes sur le parking de l'hypermarché, elle trouve de l'aide auprès d'un agent de sécurité. Hélas pour elle, les malfrats abattent l'agent et Della devient un témoin gênant de ce meurtre est témoin du meurtre. Prise au piège, Della se lance alors dans une course poursuite infernale et se retrouve seule au cœur d'une forêt isolée. Traquée par les quatre tueurs, elle va devoir trouver par elle-même les moyens de survivre.

## Fiche technique
Sauf indication contraire, les informations mentionnées dans cette section peuvent être confirmées par les bases de données cinématographiques IMDb et Unifrance,  présentes dans la section « Liens externes ».
- Titre original : Hunted
- Titre de travail : Cosmogonie
- Réalisation : Vincent Paronnaud
- Scénario : Vincent Paronnaud et Léa Pernollet
- Sociétés de production : Charade Films, Kidam, Savage Productions et Wrong Men North
- Pays d'origine :  Belgique,  France,  Irlande
- Format : Couleurs - 35 mm
- Genre : horreur
- Durée : 87 minutes
- Dates de sortie[1] :
  - Canada : 21 août 2020 (FanTasia Film Festival)
  - Belgique: 7 septembre 2020
  - France : 8 septembre 2020 (L'Étrange Festival - section Mondovision)
  - Espagne : 18 octobre 2020 (festival international du film de Catalogne)

## Distribution
- Lucie Debay : Della
- Arieh Worthalter : l'homme
- Ciaran O'Brien : le complice
- Jean-Mathias Pondant : le barman
- Kevin Van Doorslaer : le patron d'Ève
- Gilles Vandeweerd : le mari

## Distinctions

### Sélections
- L'Étrange Festival 2020 : sélection en section Mondovision
- Festival international du film de Catalogne 2020 : sélection en compétition internationale
- Grindhouse Paradise 2021 : en compétition[2]